# Gressittia flava
Gressittia flava är en tvåvingeart som beskrevs av Philip och M. Josephine Mackerras 1960. Gressittia flava ingår i släktet Gressittia och familjen bromsar. Inga underarter finns listade i Catalogue of Life.